# Tống Viết Trung
Tống Viết Trung (sinh năm 1962) là một sĩ quan cấp cao trong Quân đội nhân dân Việt Nam, hàm Thiếu tướng, hiện là Phó Tư lệnh Bộ tư lệnh Tác chiến không gian mạng.

## Thân thế và binh nghiệp
Từ tháng 9/1986 đến tháng 9/1993: Kỹ sư vô tuyến điện – Trợ lý kỹ thuật Lữ đoàn 614 – Bộ tư lệnh Thông tin Liên lạc
Từ tháng 9/1993 đến 10/2000: Trợ lý kỹ thuật - Công ty Điện tử viễn thông Quân đội
Từ tháng 10/2000 đến tháng 7/2004: Phó Giám đốc Trung tâm Kỹ thuật thông tin Công nghệ cao – Bộ tư lệnh Thông tin liên lạc
Từ tháng 7/2004 đến tháng 6/2008: Giám đốcCông ty Viễn thông Viettel.
Từ tháng 6/2008 đến 01/2018: Phó Tổng Giám đốc Tập đoàn Công nghiệp – Viễn thông Quân đội.
Tháng 01 năm 2018: Phó Tư lệnh, Bộ Tư lệnh Tác chiến Không gian mạng, đơn vị trực thuộc Bộ Quốc phòng.
Ông là một trong 10 lãnh đạo Công nghệ thông tin (CIO) xuất sắc nhất năm 2008 do Tập đoàn Dữ liệu Quốc tế tại Việt Nam phối hợp với Ban Chỉ đạo Quốc gia về CNTT, Bộ Thông tin & Truyền thông, Bộ Nội vụ và Phòng Thương mại và Công nghiệp Việt Nam tổ chức công nhận và tôn vinh. Năm 2016 nhận Huân chương Lao động hạng Nhì về thành tích xuất sắc trong công tác từ 2009 – 2015.